# Desacato ao Congresso
O desacato ao Congresso (contempt of Congress, em inglês) é o ato de obstruir o trabalho do Congresso dos Estados Unidos ou um de seus comitês. Historicamente, subornar um senador ou representante foi considerado desacato pelo Congresso. Nos tempos modernos, o desacato ao Congresso geralmente se aplica à recusa em cumprir uma intimação emitida por uma comissão ou subcomissão do Congresso—geralmente buscando obrigar alguém a testemunhar ou enviar documentos solicitados.
Em 1857, o Congresso promulgou uma lei que tornou o "desacato ao Congresso" um delito criminal contra os Estados Unidos. A última vez que o Congresso prendeu e deteve uma testemunha foi em 1935. Desde então, em vez disso, enviou os casos ao Departamento de Justiça. Embora os congressistas tenham declarados culpados pelo crime de desacato membros do alto escalão do governo federal norte-americano, o presidente está protegido contra tais acusações por possuir privilégio executivo.